# Rivière Kogaluc
Der Rivière Kogaluc ist ein 304 km langer Fluss in der Region Nunavik in Nord-du-Québec, Québec (Kanada).

## Flusslauf
Der Rivière Kogaluc fließt im Südwesten der Ungava-Halbinsel in westlicher Richtung zur Hudson Bay. Das Einzugsgebiet des Flusses beträgt 11.600 km². Der mittlere Abfluss beläuft sich auf 180 m³/s.